# ژولیوس هیرش
ژولیوس هیرش (انگلیسی: Julius Hirsch; ۷ آوریل ۱۸۹۲ – declared dead ۸ مهٔ ۱۹۴۵) بازیکن فوتبال اهل آلمان بود.
از باشگاه‌هایی که در آن بازی کرده‌است می‌توان به باشگاه فوتبال گروتر فورث و باشگاه فوتبال کارلسروهه اف‌وی اشاره کرد.
وی همچنین در تیم ملی فوتبال آلمان بازی کرده‌است.